# Parasemia rufa-obsoleta
Parasemia rufa-obsoleta là một loài bướm đêm thuộc phân họ Arctiinae, họ Erebidae.